# Stigmella zizyphi
Stigmella zizyphi là một loài bướm đêm thuộc họ Nepticulidae. Nó được miêu tả bởi Walsingham năm 1911. Nó được tìm thấy ở Algérie.
Ấu trùng ăn Zizyphus lotus. Chúng ăn lá nơi chúng làm tổ.